# 박세준 (기업인)
박세준(1945년 3월 11일~2024년 4월 17일)은 대한민국의 서예 출신 발명가, 기업인이었다.
TV 광고에 "장 건강에 딱 좋아!, 쾌변에 딱 좋아!" 라는 문구로 유행해졌다.

## 학력
- 심천초등학교 졸업

## 경력
- 1972년: 효천서화연수원 원장
- 1975년: 한국서예학원 강사
- 1991년: ㈜우성지도 창업
- 1996년: ㈜우성환경기계 창업
- 2000년 ~ 2005년: ㈜이앤테크 대표이사
- 2005년 ~ 2013년: ㈜앤텍바이오 대표이사
- 2013년 ~ 2021년: ㈜힐링바이오 대표이사
- 대한장애인탁구협회 회장

## 수상
- 1998년: 특허기술상 세종대왕상
- 1998년: 대한민국특허기술대전 산업자원부장관상
- 1999년: 제34회 발명의 날 특허청장상
- 2001년: 대한민국 특허기술대전 대통령상
- 2001년: 특허청 발명신지식인
- 2002년: 제2건국위원회 회장상
- 2005년: 경기도 시흥시장 표창
- 2006년: 대한민국특허기술대전 산업자원부장관상
- 2007년: 제42회 발명의 날 산업포장
- 2008년: 제13회 환경의 날 서울시환경상
- 2008년: 서울국제발명전시회 금상
- 2010년: 서울국제특허대전 금상
- 2016년: 제4회 대한민국최고기록인증 대회장
- 2016년: 창조경영인 대상

## 저서
- 1992년: 남북관광총람
- 1994년: 나는 돌머리
- 1997년: 예절
- 1998년: 체험으로 말하는 창업노하우
- 2002년: 21세기 3.1 운동 2
- 2004년: www.초고속 성공키워드
- 2008년: 정부가 이 기술을 알면 나라가 부자된다
- 2009년: 효소과학을 알면 질병에서 해방된다
- 2011년: 구국을 위한 장내환경운동
- 2011년: 의사도 모르는 불치병 치료방법
- 2012년: 이것이 근본의학이다
- 2012년: 질병치료 자연의학
- 2014년: 나의 자연치유능력은 100가지 약과 100명의 의사보다 위대하다
- 2017년: 대한민국 신화창조
- 2017년: 몰라서 병들고 죽는다

## 가족 관계
- 배우자: 전금자
  - 장남: 박병희
  - 차남: 박병은